# Bloodas
Bloodas — спільний мікстейп американських реперів Tee Grizzley й Lil Durk, виданий лейблами 300 Entertainment, Def Jam Recordings та Only the Family 8 грудня 2017 р.

## Список пісень
| #     | Назва               | Автор                                                          | Продюсер(и)               | Тривалість |
| ----- | ------------------- | -------------------------------------------------------------- | ------------------------- | ---------- |
| 1.    | «Bloodas»           | Дерк Бенкс Террі Воллес Даррелл Джексон                        | Chopsquad DJ              | 2:40       |
| 2.    | «What Yo City Like» | Бенкс Воллес Бішоп Ґріннедж Кліфтон Болл                       | Beezo Louie Montana       | 2:52       |
| 3.    | «Category Hoes»     | Бенкс Воллес Джексон                                           | Chopsquad DJ              | 3:25       |
| 4.    | «3rd Person»        | Бенкс Воллес Джексон                                           | Chopsquad DJ              | 3:00       |
| 5.    | «Flyers Up»         | Бенкс Воллес Дарлінґ Гернандез                                 | Jamz                      | 4:05       |
| 6.    | «Factors»           | Бенкс Воллес Двен Ейвері Джейкою Кенеді Джеффрі Лакруа         | DY ATL Jacob Tre Pounds   | 3:12       |
| 7.    | «Rappers»           | Бенкс Воллес Джексон                                           | Chopsquad DJ              | 3:25       |
| 8.    | «Ratchet Ass»       | Бенкс Воллес Едуардо Бурґесс Джонатан де ла Роза Тарік Шарріфф | Billboard Hitmakers BLSSD | 3:27       |
| 9.    | «Oohwee»            | Бенкс Воллес Едуардо Ерл-мл.                                   | Fuse                      | 3:37       |
| 10.   | «Dirty Stick»       | Бенкс Воллес Ейвері Лакруа                                     | DY Tre Pounds             | 3:24       |
| 11.   | «Melody»            | Бенкс Воллес Кенеді                                            | ATL Jacob                 | 3:40       |
| 12.   | «Ungrateful»        | Бенкс Воллес Кемоні Воттс                                      | Inomek                    | 3:29       |
| 38:16 |                     |                                                                |                           |            |

## Чартові позиції
| Чарт (2017)                            | Найвища позиція |
| -------------------------------------- | --------------- |
| США Billboard 200                      | 96              |
| США Top R&B/Hip-Hop Albums (Billboard) | 34              |
| США Top Rap Albums (Billboard)         | 25              |